# Bucoides exotica
Bucoides exotica är en skalbaggsart som beskrevs av Martins och Maria Helena M. Galileo 1990. Bucoides exotica ingår i släktet Bucoides och familjen långhorningar. Inga underarter finns listade.